# Tspan15
| Tspan 15          | Tspan 15                                                                   |
| ----------------- | -------------------------------------------------------------------------- |
| Identificadors    | Tspan15, Tetraspanin15, Tetraspan NET-7, TM4SF15                           |
| Cromosoma         | 10 (D10S210-D10S537)                                                       |
| Espècie           | Homo sapiens                                                               |
| Família           | Tetraspanines                                                              |
| Tipus de proteïna | Proteïna integral de membrana plasmàtica i cel·lular.                      |
| Massa (Da)        | 33,165                                                                     |
| Longitud (aa)     | 294                                                                        |
| Funcions          | Unió i/o cooperació amb diferents enzims o proteïnes com l'ADAM 10 o CDH2. |

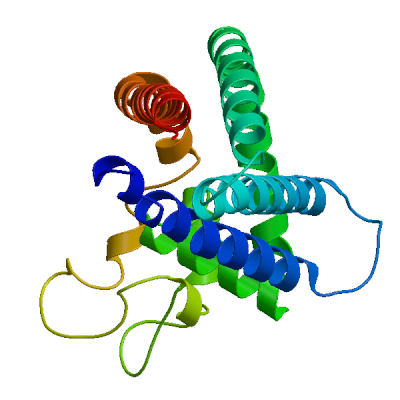
Tspan15. És una proteïna transmembrana de la família de les tetraspanines. Participa en la transducció de senyals i està involucrada en la metàstasi humana.

La tetraspanina-15 és una proteïna que en els humans ve codificada pel gen Tspan15.
Forma part de la superfamília de les transmembrana 4, també anomenades tetraspanines. Com aquestes, es troba a la membrana plasmàtica cel·lular i té 4 dominis hidrofòbics que són transmembrana, i 2 dominis extracel·lulars.
Aquestes proteïnes participen en la transducció de senyals i tenen un paper important en el desenvolupament de la cèl·lula, en la seva activació, creixement i mobilitat; i estan involucrades en diverses malalties, sobretot en la metàstasi humana.

## Estructura

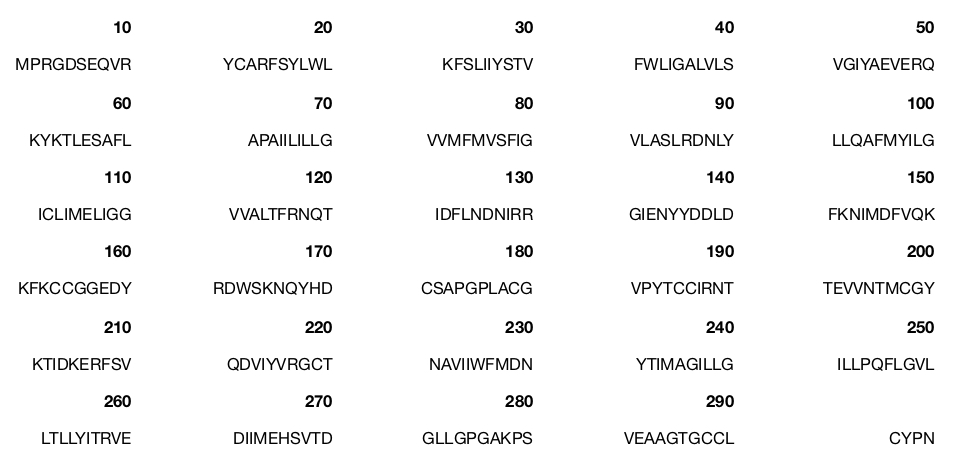
Seqüència d'aminoàcids de la proteïna Tetraspanin15.

Les tetraspanines són unes petites proteïnes integrals que sobresurten d'uns 3 a 5 nm de la membrana plasmàtica. Contenen quatre dominis transmembrana amb estructura hèlix alfa que delimiten dues regions extracel·lulars de mida diferent i tres regions intracel·lulars de mida més petita.

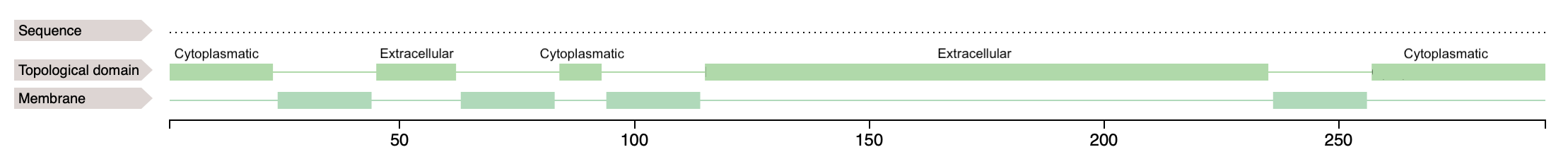
Localització a la cèl·lula dels diferents dominis de la Tspan15.

Estudis sobre els dominis extracel·lulars han aportat informació sobre la seva estructura molecular. S'ha identificat un domini més curt, anomenat small extracellular domain/loop, SED/SEL o EC1; i un de més llarg, anomenat large extracellular domain, LED/LEL o EC2. Aquesta darrera regió conté un domini que varia la seva estructura segons el tipus de tetraspanina dins un domini conservat que conté tres alfa-hèlix, i es manté estable gràcies als ponts disulfur que es formen entre les cisteïnes. A més, hi ha evidències que el SED encaixa dins un canal del LED.
Aquesta família de proteïnes pot sofrir diverses modificacions post-traduccionals: ser glicosidades i es poden afegir fraccions de palmitat a les cisteïnes del domini intracel·lular i a les cues N- i C- terminals.
Concretament, la Tspan15 té una llargada de 294 aminoàcids i està caracteritzada per la presència de 8 cisteïnes a la zona extracel·lular de la proteïna que proporciona estabilitat a l'estructura.

## Ubicació
En el DNA, el gen que codifica Tspan15 es troba a l'autosoma 10 i conté 1441 bases. Es troba entre els marcadors D10S210 i D10S537.
Pel que fa a la seva ubicació cel·lular, existeix presència de Tspan15 tant en la membrana plasmàtica com a la membrana dels endosomes tardans. També la podem trobar a l'espai extracel·lular, al citoplasma i al lumen del reticle endoplasmàtic.
Pel que fa a l'organisme, la proteïna presenta una expressió més alta als estromes de l'endometri, a la vesícula biliar i a la pròstata. Concretament, les cèl·lules glandulars d'aquests òrgans són les que en presenten més.
A més, existeix una estreta relació entre la ubicació de l'ADAM 10 i la Tspan15 en la cèl·lula, a l'hora de manifestar certes malalties.

## Funcions
Les proteïnes de la família de lestetraspanines intervenen en la mediació d'esdeveniments de transducció de senyals i tenen un paper en la regulació del desenvolupament cel·lular, activació, creixement i mobilitat. A més, s'ha trobat l'ús de llocs alternatius de poliadenilació (enllaç covalent entre un grup poliadenilil i una molècula d'ARN missatger) per aquest gen.
La proteïna Tspan15, en concret, té diverses funcions bioquímiques com són per exemple, la unió amb diferents enzims o proteïnes. És una proteïna que interactua selectivament i no covalentment amb qualsevol enzim. A més, en algunes de les seves funcions coopera amb altres proteïnes.

Així, les funcions específiques de la proteïna Tspan 15 són: regular la maduració i el tràfic de la metal·loproteasa transmembrana ADAM10; promoure l'escissió de CDH2 regulada per ADAM 10 per similitud; regular negativament l'activitat Notch induïda per un lligand probablement regulant així l'activitat de l' ADAM 10 i interaccionar amb BTRC per promoure la metàstasi de carcinoma de les cèl·lules escamoses esofàgiques a través de l'activació de la senyalització de NF-kB.

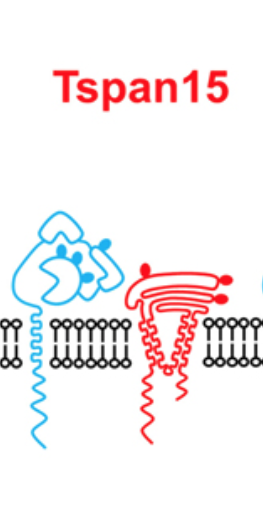
Tspan 15 i ADAM 10. Domini metal·loproteïnasa i desintegrasa de l'ADAM 10, interaccionant amb la Tspan 15 en la regió extracel·lular de la membrana plasmàtica.

### Regulació de l'expressió de Tspan 15 en les cèl·lules OSCC
La Tspan 15 és un regulador clau en la metàstasi, concretament en la fase del desenvolupament del carcinoma oral de les cèl·lules escatoses, sovint anomenat OSCC.
S'estan duent a terme diversos estudis enfocats a clarificar el paper de la Tspan 15 en aquestes cèl·lules. Un estudi ha demostrat que una disminució en l'expressió de la Tspan 15 no afecta la proliferació de les cèl·lules canceroses. Per contra, les activitats d'invasió i migració tumorals es veuen suprimides en aquelles cèl·lules regulades sota l'acció de la proteïna, la qual també regula l'expressió d'una desintegrina i metal·loproteïnasa anomenada ADAM 10.
No obstant això, una sobreexpressió de la Tspan 15 pot conduir a una elevada taxa de metàstasi, ja que un excés de la proteïna indueix l'expressió de l'ADAM 10 la qual condueix a la translocació nuclear de la catenina-beta, responsable del desenvolupament del tumor.
Per tant, això implica que la Tspan 15 s'expressa en casos altament avançant d'OSCC i pot afavorir el desenvolupament de tumors i metàstasi.
Aquest fet reafirma que una regulació de l'expressió de la proteïna contribueix a resultats clínicament favorables i pot arribar a ser un biomarcador valuós en l'objectiu terapèutic de l'OSCC.
Atès que la Tspan 15 i l'Adam 10 estan estretament associats poden funcionar junts per fer front al carcinoma oral de les cèl·lules escatoses.

### Regulació de la maduració i el tràfic de l'ADAM 10
La metaloproteasa ADAM 10 regula el despreniment de l'ectodomini de diverses proteïnes de la membrana cel·lular, incloent-hi APP, el precursor del pèptid amiloide Aß, i els receptors Notch després de la unió del lligand. Aquesta proteïna s'expressa àmpliament en diversos òrgans, se sintetitza en el reticle endoplasmàtic i la seva forma madura duu a terme diferents activitats biològiques.
Algunes tetraspanines estan associades amb l'ADAM 10 regulant la seva activitat i especificitat de substrat. Concretament, l'ADAM 10 s'associa amb els membres d'un subgrup evolutiu conservat de tetraspanines, denominat TspanC8 (Tspan5, Tspan14, Tspan15 i Tspan33) que regula la seva sortida del R.E.

#### Tspan15 regula el tràfic i l'activitat d'ADAM 10
La Tspan15 és coneguda per regular el tràfic cel·lular i l'activitat de l'ADAM 10. La desintegrina i metaloproteinasa (ADAM 10) està implicada en un procés d'eliminació d'un nombre important de molècules superficials, incloent-hi la proteïna precursora de l'amiloide i les cadherines. No obstant el paper de la proteasa ADAM 10 en la salut està ben documentat, existeixen pocs estudis que determinin la regulació d'aquesta.
Per abordar aquesta qüestió, es realitzà un estudi per identificar les proteïnes de membrana que interactuen amb ADAM 10. Els experiments mostraren que la tetraspanina 15 s'associa específicament a aquesta proteïna. Una sobreexpressió de Tspan15 mostrà canvis significatius en el procés de maduració i en l'expressió de l'ADAM 10. L'expressió d'un mutant de Tspan15 del reticle endoplasmàtic (RE) va demostrar una interacció amb l'ADAM 10 en el mateix reticle. Els experiments de persecució de polsos confirmaren que la Tspan 15 accelera la sortida del RE del complex ADAM10-Tspan15 i estabilitza la forma activa d'ADAM 10 en la superfície cel·lular.

En conclusió, la Tspan15 compta amb la capacitat d'intervenir en la regulació de l'activitat de la proteasa ADAM 10, causant un augment de l'alliberació de N-cadherina i de la proteïna precursora de l'amiloide. La manipulació terapèutica dels seus nivells d'expressió pot ser un enfocament addicional per regular específicament l'activitat de la proteïna precursora de l'amiloide alfa-secretasa ADAM10.

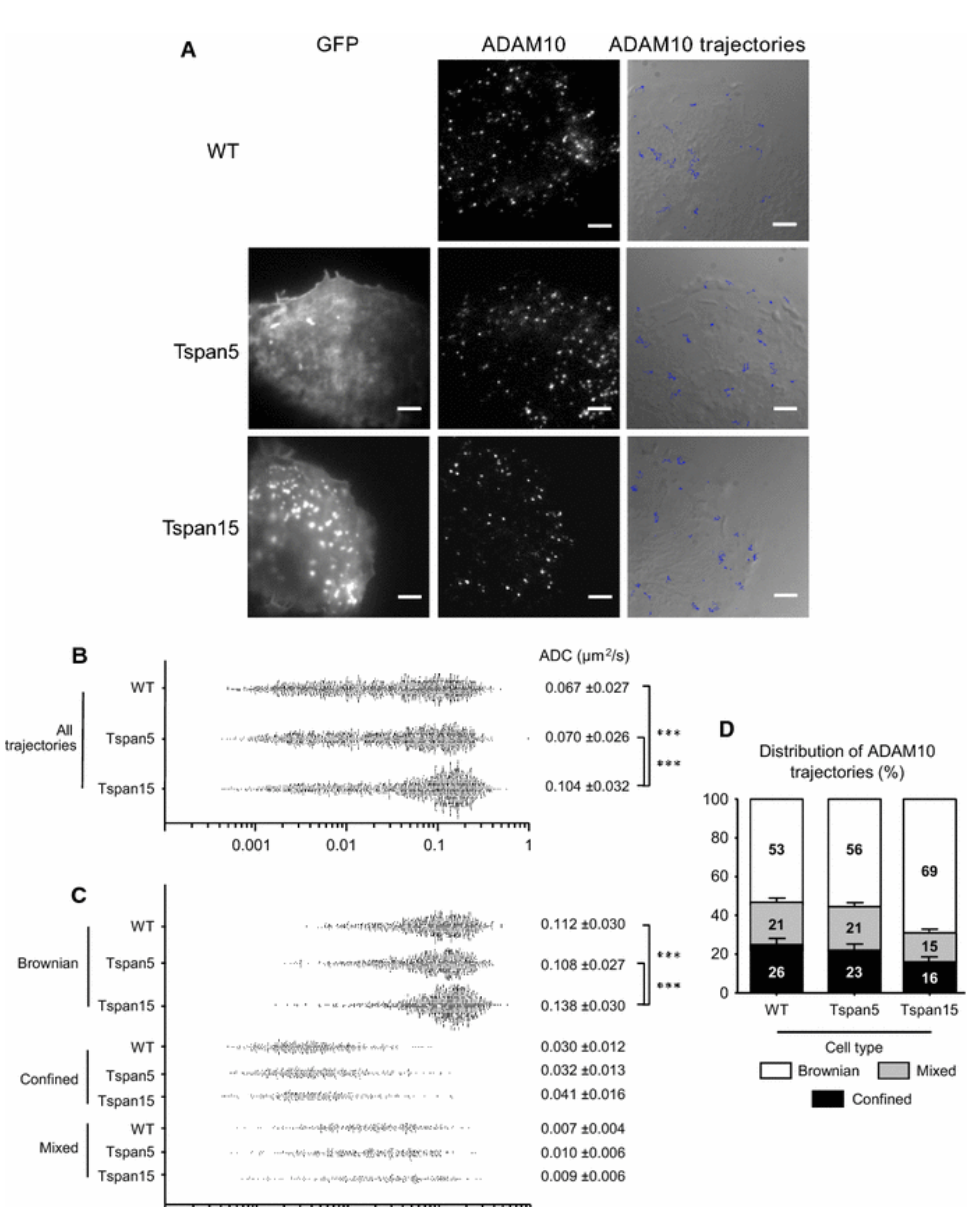
Tspan5 i Tspan15 amb ADAM10. Les tetraspanines Tspan5 i Tspan15 afecten diferencialment al comportament dinàmic d'ADAM 10

#### Tspan5 i Tspan15 regulen la compartimentació de membrana d'ADAM 10
El fraccionament per gradient de sacarosa, el seguiment d'una sola molècula i l'anàlisi quantitatiu per espectrometria de masses del repertori de molècules co-immunoprecipitades amb Tspan5, Tspan15 i ADAM 10 mostren que aquestes dues tetraspanines regulen de forma diferencial la compartimentació de la membrana d'ADAM 10.
Aquestes dades representen un exemple únic en què diverses tetraspanines regulen diferencialment la funció d'una proteïna comuna de la parella a través d'una compartimentació de membrana diferent.